# Heideansiedlung

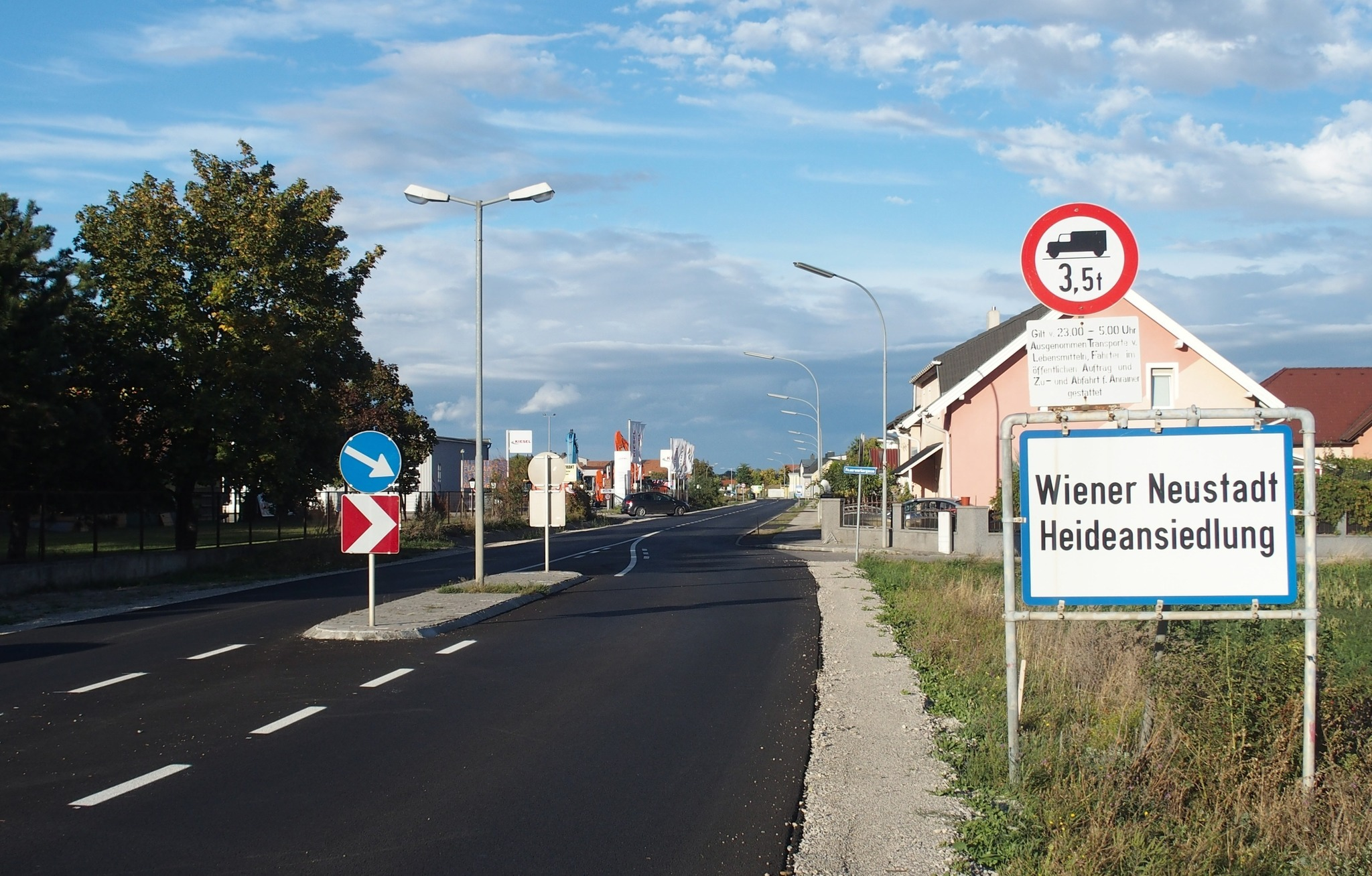
Ortstafel Wiener Neustadt Heideansiedlung, Oktober 2016

Die Heideansiedlung ist ein Ortsteil der Stadtgemeinde Wiener Neustadt in Niederösterreich.
Die Siedlung liegt 8 km nordwestlich von Wiener Neustadt und stellt einen eigenen Stadtbezirk dar. Die Heideansiedlung (und Theresienfeld) entstand um 1770, als die Hutweiden von Wiener Neustadt zur Besiedelung freigegeben wurden. Die Siedler sollten das Ödland kultivieren und legten dazu ihre Gewähre entlang des Tirolerbachs an, der zur Wasserversorgung von Theresienfeld diente. Der Ertrag aus der Bewirtschaftung war jedoch gering, da man ihnen die Wasserentnahme aus dem Tirolerbach verweigerte. Um 1850 sah die Bezirkshauptmannschaft die Heideansiedlung (18 Häuser) als nicht lebensfähig an und versuchte mehrfach die Zusammenlegung mit Steinabrückl, was aber nie umgesetzt wurde. Einen kurzen Aufschwung brachte die Wöllersdorfer Munitionsfabrik um 1910 (36 Häuser), aber in den 1970er Jahren wurde die Gemeindestraße eingestellt und die Siedlung geriet in Vergessenheit. Ein Wiederbelebungsversuch war die Errichtung einer modernen Wohnhausanlage in der William Congreve Straße (William Congreve, britischer Artillerieoffizier und Ingenieur) ab dem Jahr 2000. Den Ausbau der Infrastruktur (Kindergarten, innerstädtische Busverbindung etc.) vergaß man freilich – was die Heideansiedlung mit ihren rund 400 Einwohnern zur Satellitensiedlung machte. Nach einer Bürgerinitiative bemüht sich die Stadtregierung seit 2017 ernsthaft, den Stadtteil zu integrieren und durch moderne Raumplanung zukunftsfähig zu machen.